# Trčka van Lípa
Trčka van Lípa was een Boheemse adellijke familie. Nikolaus Trčka von Lípa (Mikuláš Trčka z Lípy; † 1453) was een invloedrijke Hussieten leider.
Aan het einde van de 16e en het begin van de 17e eeuw bezaten ze uitgestrekte landgoederen in Oost- en Midden-Bohemen. Adam Erdmann Trčka von Lípa (1599, overleden 25 februari 1634 in Eger), was een aanhanger  van Albrecht von Wallenstein. Zij werden samen gedood op bevel van Keizer Ferdinand II.